# Casmaria
Casmaria is een geslacht van weekdieren uit de klasse van de Gastropoda (slakken).

## Soorten
- Casmaria atlantica Clench, 1944
- Casmaria beui Buijse, Dekker & Verbinnen, 2013
- Casmaria boblehmani Fedosov, Olivera, Watkins & Barkalova, 2014
- Casmaria cernica (G. B. Sowerby III, 1888)
- Casmaria erinaceus (Linnaeus, 1758)
- Casmaria kalosmodix (Melvill, 1883)
- Casmaria kayae Buijse, Dekker & Verbinnen, 2013
- Casmaria perryi (Iredale, 1912)
- Casmaria ponderosa (Gmelin, 1791)
- Casmaria turgida (Reeve, 1848)
- Casmaria unicolor (Pallary, 1926)